# Beni Dergoun
Beni Dergoun (în arabă عين الرحمة) este o comună din provincia Relizane, Algeria.
Populația comunei este de 12.364 de locuitori (2008).